# Stefaan De Craene
Stefaan De Craene (* 21. Januar 1961) ist ein ehemaliger belgischer Radrennfahrer und nationaler Meister im Radsport.

## Sportliche Laufbahn
De Craene war Bahnsportler. 1979 war er vierfacher Meister bei den Junioren im Bahnradsport. Bei den UCI-Bahn-Weltmeisterschaften der Junioren 1979 gewann er Bronze im Sprint. Bei den Amateuren siegte er 1980 in der nationalen Meisterschaft im Sprint vor Jan Declercq. 1981 verteidigte er diesen Titel gegen Diederick Foubert. 1982 schlug er Ronny Berghmans im Finale. 1983 gewann er gegen Thierry Pirard das Meisterschaftsrennen. 1982 war er Teilnehmer der UCI-Bahn-Weltmeisterschaften im Sprint.